# David ben Amram Adani
David ben Amram Adani (13. század vagy 14. század) rabbi, tudós.
A mai Jemen területén élt, egy korabeli forrás így említi: „Dávid ben Amrám, az ádeni naggid”. Nem világos, hogy a forrás rá, vagy hasonnevű apjára vonatkozik. Naggidnak az ádeni zsidó közösség fejét nevezték a 12. századtól. 
Adani legfontosabb munkája a Pentateuch új, minden korábbinál pontosabb másolata elkészítése volt. Ő az összeállítója a Midrash ha-Gadol című munkának is.